# Magnolia ekmanii
Magnolia ekmanii là một loài thực vật có hoa trong họ Magnoliaceae. Loài này được Urb. mô tả khoa học đầu tiên năm 1931.